# 旧細川邸のシイ

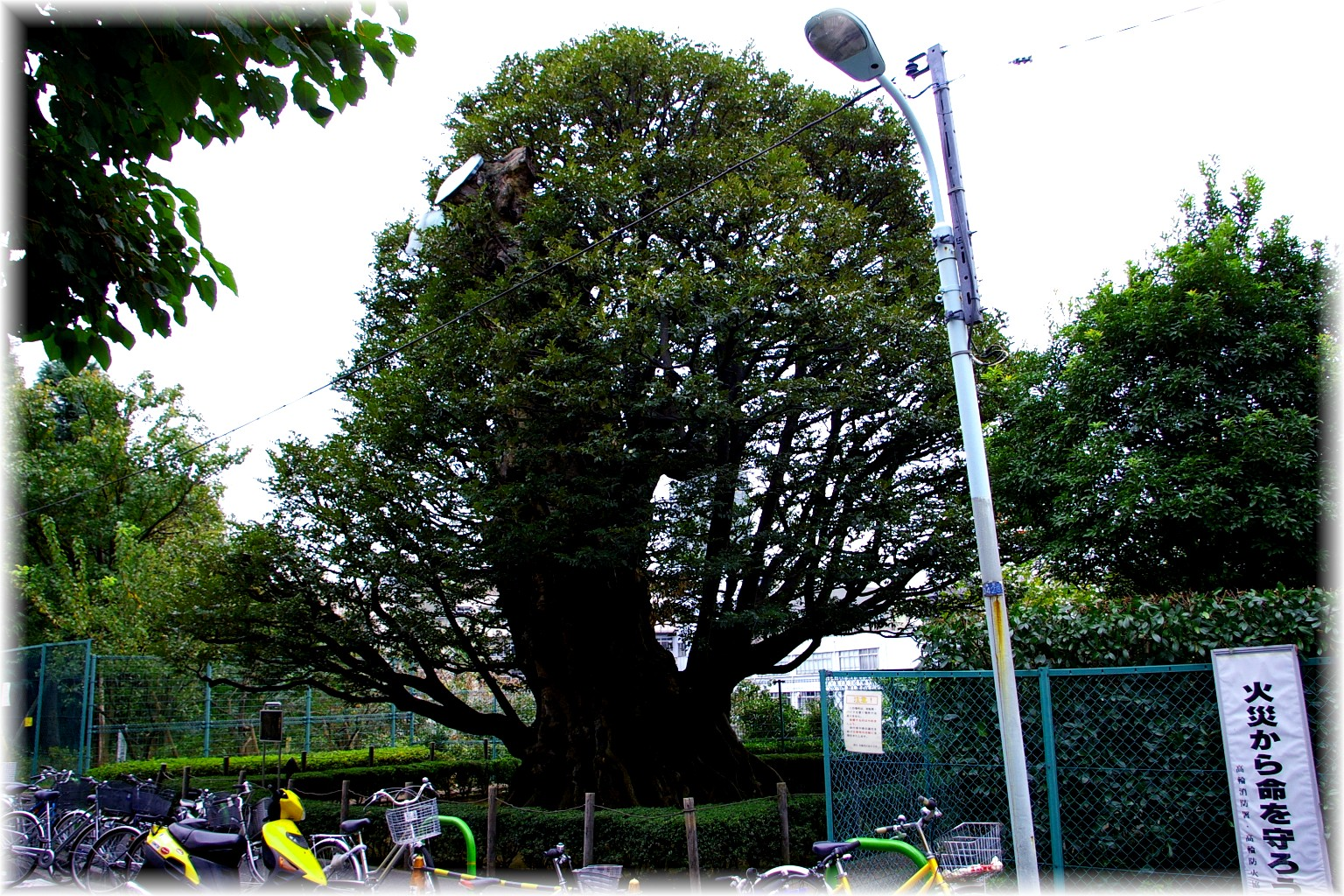
旧細川邸のシイ

旧細川邸のシイ（きゅうほそかわていのしい）とは港区に存在する東京都指定天然記念物である。
東京都港区高輪の旧熊本藩細川家下屋敷に植えられていたスダジイであり、現在も当時のまま残っている。
東京都教育委員会の提示した説明によれば、樹高10.8メートル、幹周り8.13メートル、枝張りは東に6.7メートル、西に2.7メートル、南に5.56メートル、北に5.8メートルを測るとのことである。

## 所在地
- 東京都港区高輪1－16－25 （高輪コミュニティーぷらざ内）